# Mähren

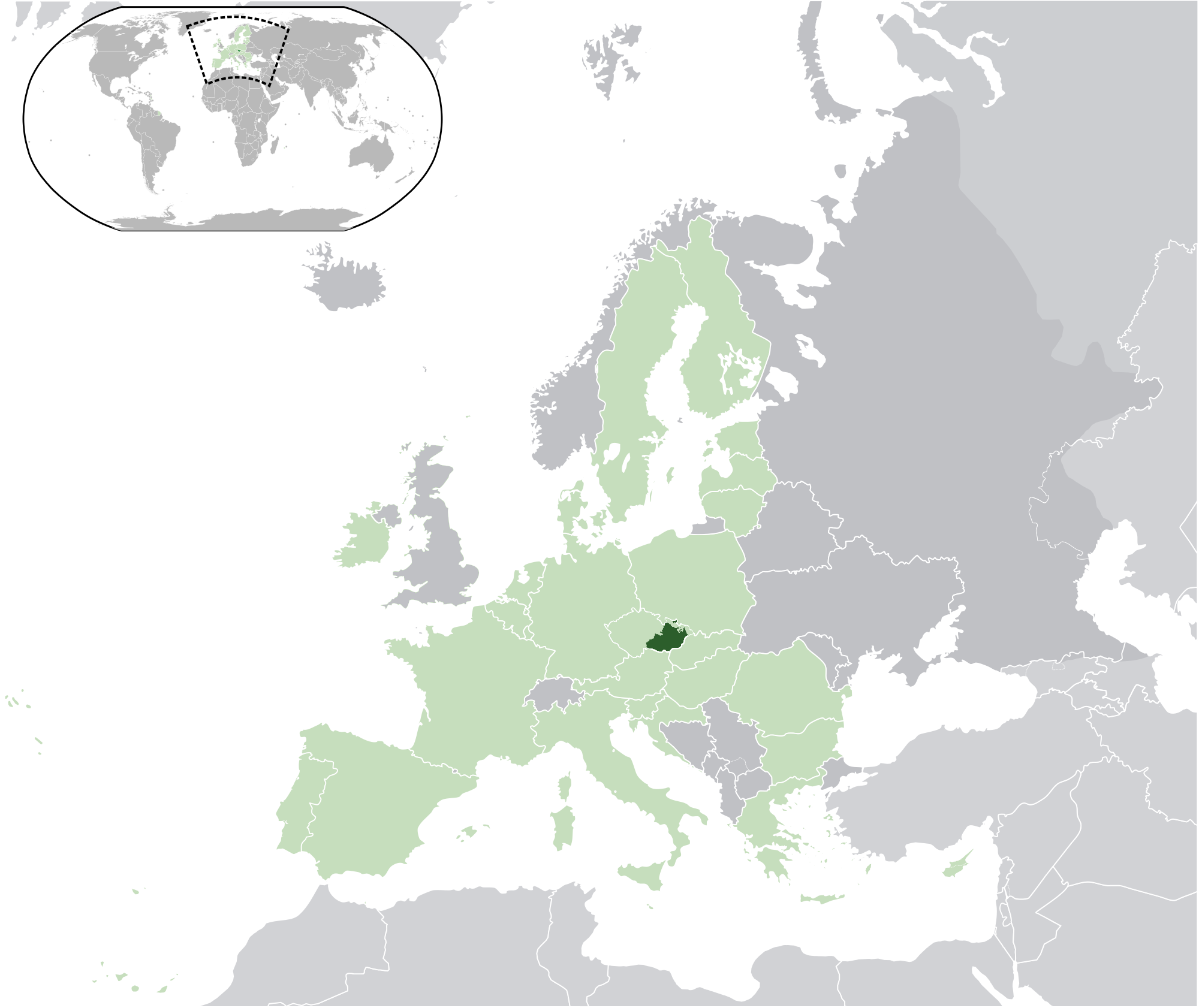
Lage Mährens in der Europäischen Union

Landesteile der Tschechischen Republik:
Böhmen
Mähren
(Tschechisch-)Schlesien

Wappen von Mähren (13. Jh. bis 21. Jh.)

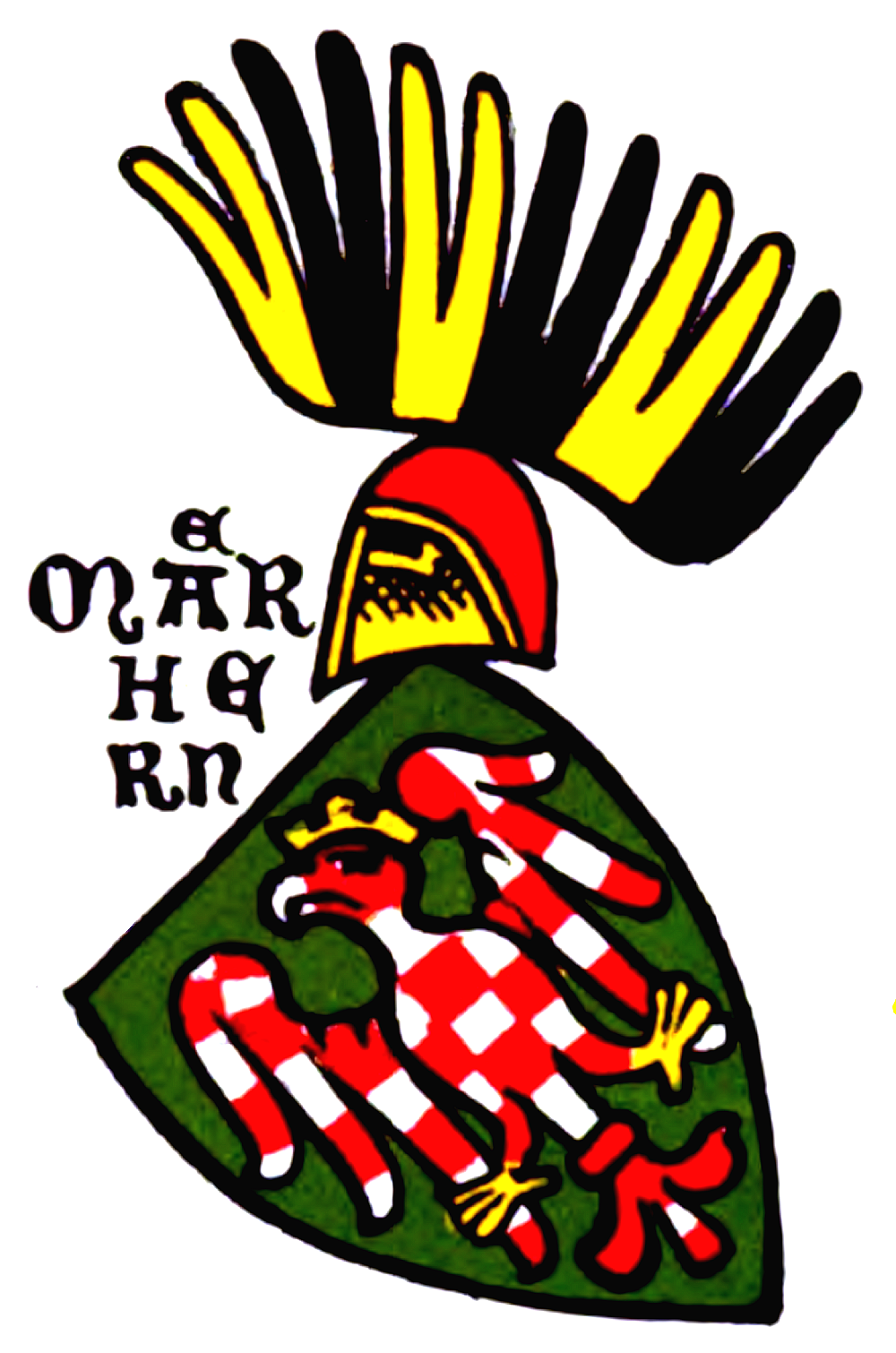
Wappen von Mähren (Maerhern), Zürcher Wappenrolle, ca. 1340

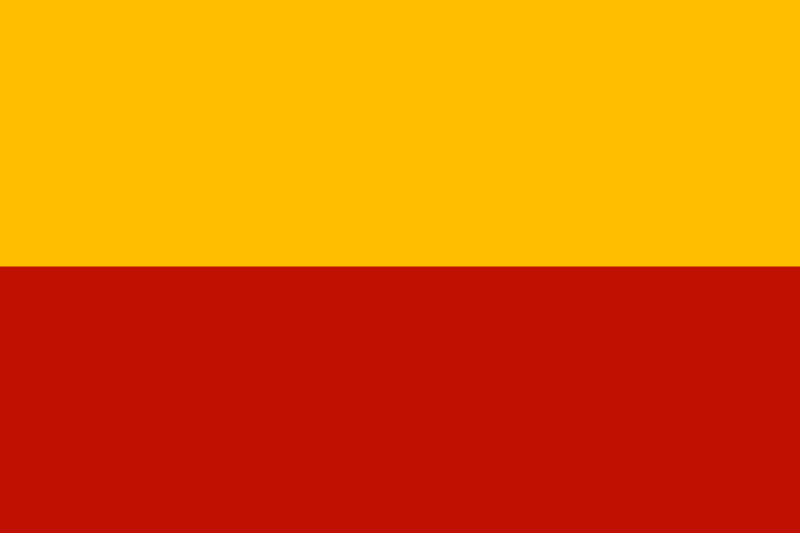
Eine der zahlreichen historischen Flaggen von Mähren

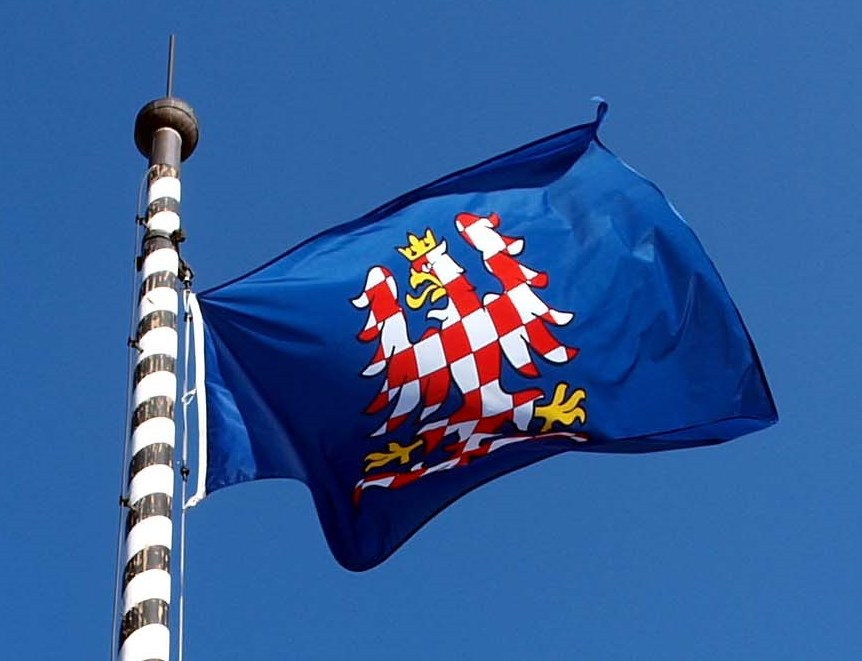
Eine der zahlreichen historischen, nicht offiziellen Flaggen von Mähren

Mähren (selten auch Morawien; von tschechisch, slowakisch Morava [Ausspracheⓘ] bzw. lat. Moravia) ist (neben Böhmen und Österreichisch-Schlesien bzw. Tschechisch-Schlesien) eines der drei historischen Länder Tschechiens, gelegen in dessen Osten und Südosten. Im 9. Jahrhundert bestand auf dem Gebiet Mährens (sowie den angrenzenden westlichen Teilen der Slowakei) das Kerngebiet des Mährerreichs. Anfang des 11. Jahrhunderts wurde Mähren ein Land der böhmischen Krone. Als Markgrafschaft Mähren wurde das Gebiet jahrhundertelang als Teil der Habsburgermonarchie verwaltet. In der Tschechischen Republik, zu der es heute gehört, ist Mähren eine historische Landschaft, stellt seit dem Jahr 1949 somit keine eigene Verwaltungseinheit mehr dar.
Der einheimische Name Mährens, Morava, stammt von dem des Hauptflusses des Gebiets, dem Donau-Nebenfluss March (tsch./slowk. Morava). An seiner Westflanke wird Mähren von Böhmen, dem größten historischen Land Tschechiens, begrenzt und an seiner Nordflanke von Schlesien, dem kleinsten historischen böhmischen Land. Im Osten grenzt Mähren an die Slowakei und im Süden an Österreich.

## Geographie
Mähren bildet das östliche Drittel Tschechiens. Nicht zum eigentlichen Mähren zählen die Quellgebiete der Oder von Krnov und Opava gegen Ostrava, die historisch zum tschechischen Teil Schlesiens gehören.
Das Statistische Jahrbuch der Österreichischen Monarchie für das Jahr 1864 gibt für das Land Mähren eine Fläche von 403,77 Geographischen Quadratmeilen an, was 22.233 km² entspricht.
Mähren grenzt im Norden an Polen und den tschechischen Teil Schlesiens, im Osten an die Slowakei, im Süden an Niederösterreich und im Westen an Böhmen. Die Nordgrenze bilden die Sudeten. Das historische Dreiländereck mit Böhmen und Österreich befindet sich an der Spitze der Böhmischen Saß am Hohen Stein bei Staré Město pod Landštejnem (Dreiländerstein). An der Grenze zu Österreich fließt die stark mäandrierende Thaya; im Umkreis von Hardegg befindet sich der bilaterale Nationalpark Thayatal.
Den Kern des Landes (Höhenlage 180–250 m) bildet das Sedimentbecken der March und teilweise der Thaya. Im Westen (Böhmisch-Mährische Höhe) steigt das Land bis über 800 m, der höchste Berg ist jedoch der im Nordwesten liegende Altvater (1490 m) in den Sudeten. Südlich davon liegt das Hochland Niederes Gesenke (600–400 m), das bis zum Oberlauf der Oder (Mährische Pforte bei Hranice na Moravě) auf 310 m absinkt und weiter zu den Beskiden auf 1322 m (Kahlberg) ansteigt. Diese drei Gebirgsketten, mit der Pforte zwischen den letzten beiden, sind ein Teil der europäischen Wasserscheide. Die Ostgrenze bilden die Weißen Karpaten mit maximal 970 m n.m. (Velká Javořina).

## Bevölkerung

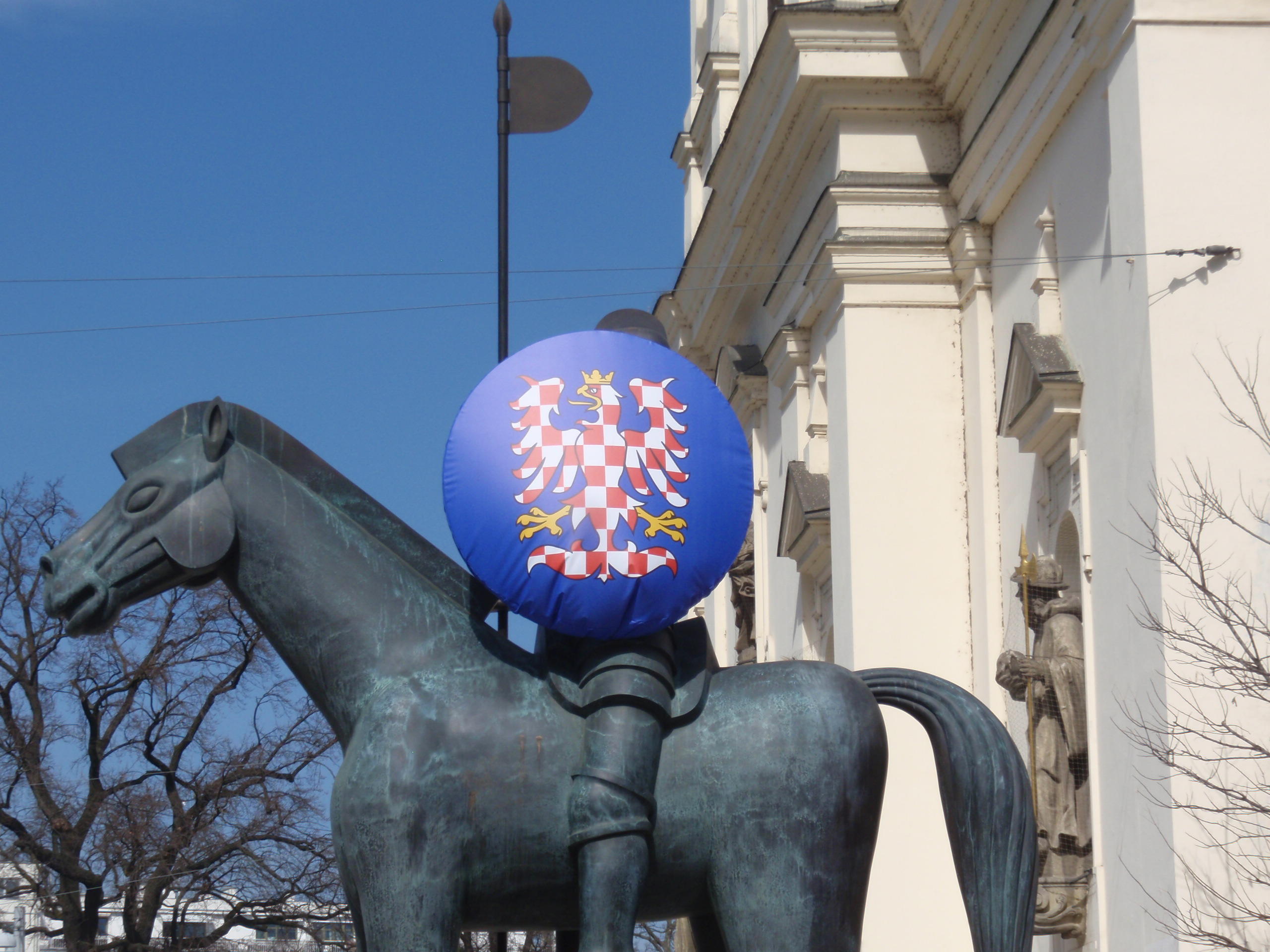
Reiterstatue von Jobst von Mähren auf Moravské náměstí (Mährischer Platz) in Brünn. Der runde Schild des Ritters wurde am 26. März 2021 mit dem mährischen Wappen versehen. Vertreter der Stadt Brünn erinnern damit an die Volks-, Haus- und Wohnungszählung 2021 in der Tschechischen Republik.

Ein Teil der Mährer betrachtet sich als eigenständige Volksgruppe mit tschechischer Staatsangehörigkeit. Nach der letzten Erhebung im Jahre 2011 bekennen sich 630.897 Personen zum mährischen Volk (davon 108.423 Personen in einer sprachlichen Kombination, mehrheitlich als „mährisch-tschechisch“). Hinzu kommen Roma, Slowaken und die alteingesessenen Polen. Fast alle Angehörigen dieser ethnischen Minderheiten besitzen die tschechische Staatsbürgerschaft.
Bis 1945 bestand die Bevölkerung Mährens zu etwas mehr als einem Viertel aus Deutschmährern. Nach den Ergebnissen der österreichisch-ungarischen Volkszählung 1910 betrug der tschechische Bevölkerungsanteil an der damaligen Gesamtbevölkerung Mährens (2.622.000 Einwohner) 71,8 % und der deutsche Bevölkerungsanteil 27,6 %. Die Deutschmährer wurden 1945/46 infolge der sogenannten Beneš-Dekrete größtenteils enteignet und vertrieben.

## Sprache
In der Umgangssprache Mährens unterscheidet man verschiedene Dialekte, die sich charakteristisch von den böhmischen Dialekten bzw. von der tschechischen Schriftsprache unterscheiden.

## Ethnographische Gebiete
- Mährisches Horakenland (Horácko)
- Thayaland (Podyjí)
- Brünner Umgebung (Brněnsko)
- Hanna (Haná)
- Lachei (Lašsko)

- Mährische Slowakei (Moravské Slovácko)
- Mährische Walachei (Valašsko)
- Kuhländchen (Kravařsko)
- Schönhengstgau (Hřebečsko)

## Geschichte

### Vorgeschichte
Einen wesentlichen Aspekt, der die Wechsel in den Lebensverhältnissen Mitteleuropas weitgehend dominierte, stellten die großen Expansionsphasen der Gletscher dar, die als Eis- oder Kaltzeiten bezeichnet werden. In den langen Kältephasen lag Mähren am Rande eines von Menschen noch mit Mühe zu bewohnenden Korridors zwischen Asien und Westeuropa, eines nach heutigen Maßstäben tundrenhaften Gebietes, in dem die Jagd auf Großwild dominierte. Zugleich stellte Mähren eine Verbindung zwischen dem heutigen Polen, insbesondere Schlesien, und Niederösterreich in den weniger kalten Phasen dar. Archäologische Forschungen setzten dabei 1867 ein.

#### Altpaläolithikum
Der älteste altpaläolithische Fundort in Mähren ist Stránská skála bei Brünn, der der Cromer-Warmzeit zugeordnet wird, die auf 850.000 bis 475.000 Jahre datiert wird. Die Steinwerkzeuge sind jedoch in ihrem Status als Artefakte teils umstritten, so dass die Anwesenheit von Menschen in dieser Zeit lediglich vermutet werden kann.

#### Mittelpaläolithikum
Als gesichert gilt hingegen die Besiedlung im Mittelpaläolithikum, nämlich in der Saale-Kaltzeit, genauer im Intra-Saale-Interglazial (vor etwa 200 000 Jahren). Die Lagerplätze befanden sich zunächst überwiegend im Freien, erst zu Beginn der Würm-Kaltzeit, also vor etwa 115.000 Jahren, zogen sich die Menschen in Höhlen zurück. Über lange Zeiträume bewohnt waren die Kúlna-Höhle und die Höhle von Moravský Krumlov. Die dort entdeckten Werkzeuge gehören den Industrien des Taubachien, des Moustérien und des Micoquien an. Aus dem Mittelpaläolithikum gibt es erste Hinweise auf Rohstoffe, die aus größerer Entfernung kamen und die auf nicht-utilitäre Handlungen hinweisen (Farbreste, symmetrische Gravuren oder ein Faustkeilblatt aus Bergkristall). Am Übergang vom Mittel- zum Jungpaläolithikum stehen zwei Industrien, die sich besonders in Mähren fanden: das Szeletien, das in Vedrovice auf 40.000–35.000 BP datiert wurde, und das Bohunicien aus Stránská skála (43.000–35.000 v. Chr.).
Schicht 3 und 4 in der Šipka-Höhle werden gleichfalls dem Mittelpaläolithikum zugeordnet. Der in dieser Höhle 1880 entdeckte Šipka-Unterkiefer, Überrest eines etwa zehnjährigen Kindes, wird dem späten Neandertaler zugeordnet. Er wurde auf älter als 40.000 BP datiert. In der Kúlna-Höhle wurden ebenfalls Spuren des Neandertalers entdeckt. Auch der 1905 entdeckte Unterkiefer von Ochoz wurde in diese Epoche eingeordnet, wenn auch Šipka und Ochoz Anzeichen aufweisen, die möglicherweise auf den anatomisch modernen Menschen (Homo sapiens) hinweisen.

#### Jungpaläolithikum

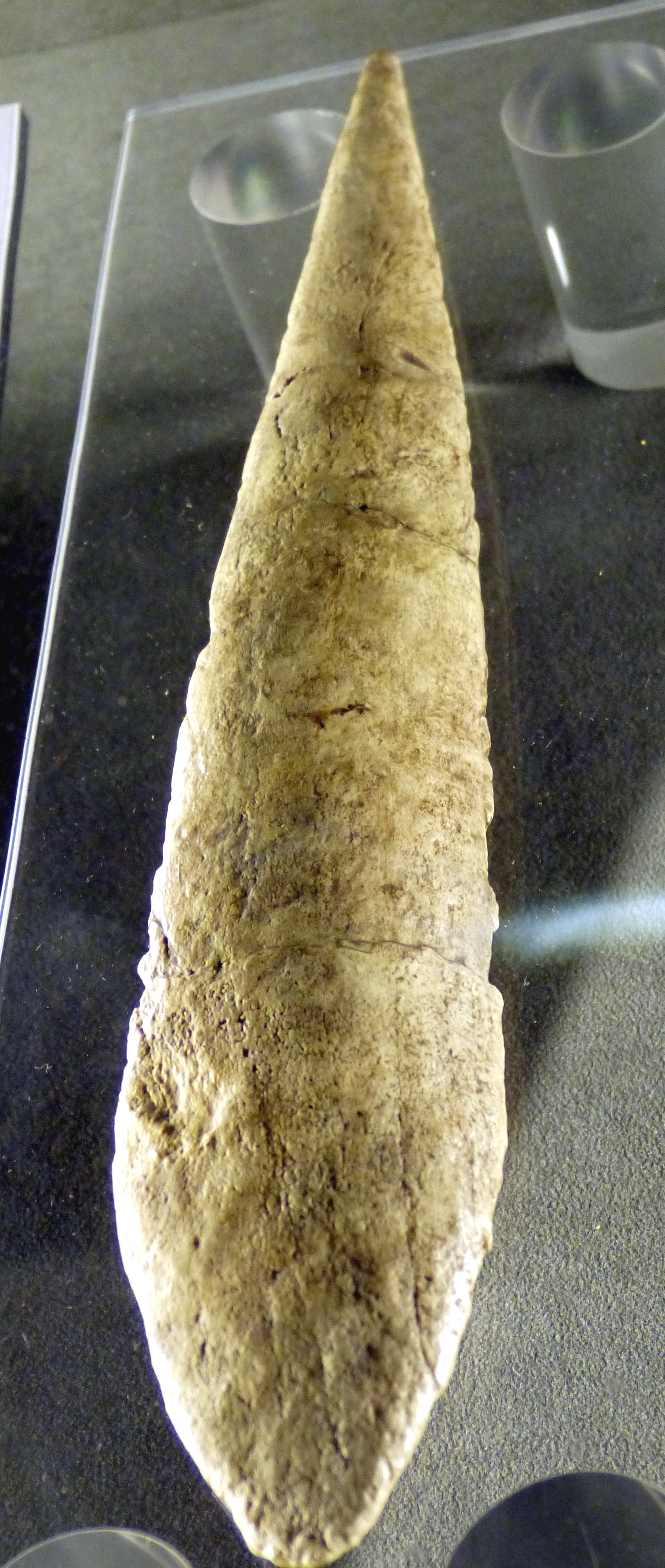
Lautscher Spitze aus Mladeč (Lautsch), Aurignacien, Naturhistorisches Museum Wien

Die erste archäologische Kultur der aus Afrika zugewanderten Jäger und Sammler, die als Homo sapiens bezeichnet werden, lässt gleichfalls eine weiträumige Einbindung in Tauschbeziehungen erkennen. Zugleich bildeten sich regionale Eigenheiten, die den Geräten der Zeit die Bezeichnung Morava River type (Klima, 1978) bzw. Miškovice type (Oliva, 1990) eintrug. Die Konzentration von Fundstätten in Mähren ist dabei ungewöhnlich hoch, allerdings erfolgte sie vergleichsweise spät und wahrscheinlich anfangs in Interaktion mit der Neandertalerkultur des Szeletien. Realitätsnahe Darstellungen von Tieren entstanden erstmals im Aurignacien.
Aus dem Gravettien, das in Mähren Padovien genannt wird, sind zahlreiche Kunstwerke erhalten, die zugleich Werke der symbolischen Sphäre darstellen. So wurden dem Kind von Dolní Věstonice zwei gekreuzte Fuchszähne auf den Kopf gelegt. Zudem fand man Garnituren verzierter Zylinder und Plättchen in Dolní Věstonice I, doppelte Perlen in Předmostí und Pavlov, ebenso wie fein geschnitzte Ringe, vielleicht Fingerringe, in Pavlov I. Darüber hinaus wurde einigen Artefakten der Rang von Kunstwerken zugesprochen, wie etwa den zoomorphen Scheiben mit Öffnungen, mondförmigen Anhängern, Fibeln und so genannten „Stirnbändern“ aus Pavlov, oder verzierten Anhängern aus Předmostí. Insgesamt fanden sich derartige Kunstwerke nur in Předmostí, Dolní Věstonice I, Pavlov I und Petřkovice I. Dabei ließen sich weiträumige Tauschbeziehungen nachweisen. In Dolní Věstonice ließen sich Cherts nachweisen, die aus einer Abbaustätte in Südpolen stammten, die 180 km entfernt liegt, auch fand man in Mähren Obsidian aus einer 500 km entfernten, ungarischen Stätte.
Mähren weist dabei Eigenheiten des östlichen Gravettien auf, aber auch Besonderheiten, wie die besagten Stirnbänder oder Figurinen wie die Venus von Věstonice, deren Stil nur dort erscheint. Zahlreiche Figurinen aus gebranntem Ton finden sich nur in Dolní Věstonice I und Pavlov I. Eine überaus komplexe Gravierung auf dem Mammutstoßzahn aus Pavlov wurde von Bohuslav Klìma als eine Art „Karte“ der Landschaft unter den Pollauer Bergen gedeutet, was jedoch in Zweifel gezogen wurde. Bei den Tierdarstellungen werden zwar Mammute oder Pferde dargestellt, niemals jedoch Hasen, Wildschweine oder Boviden, die die wichtigsten Jagdtiere darstellten. In den Überresten einer Hütte fand man Fehlbrände von Figurinen; ähnliche Befunde kamen im niederösterreichischen Alberndorf zu Tage. Offenbar kamen gebrannte Tier- und Frauenfigurinen nur nordöstlich der Alpen vor. Es handelt sich um die ältesten keramischen Stücke der Menschheit. Gebrannt bei 500 bis 800 °C wurden sie anscheinend rituell zerbrochen.

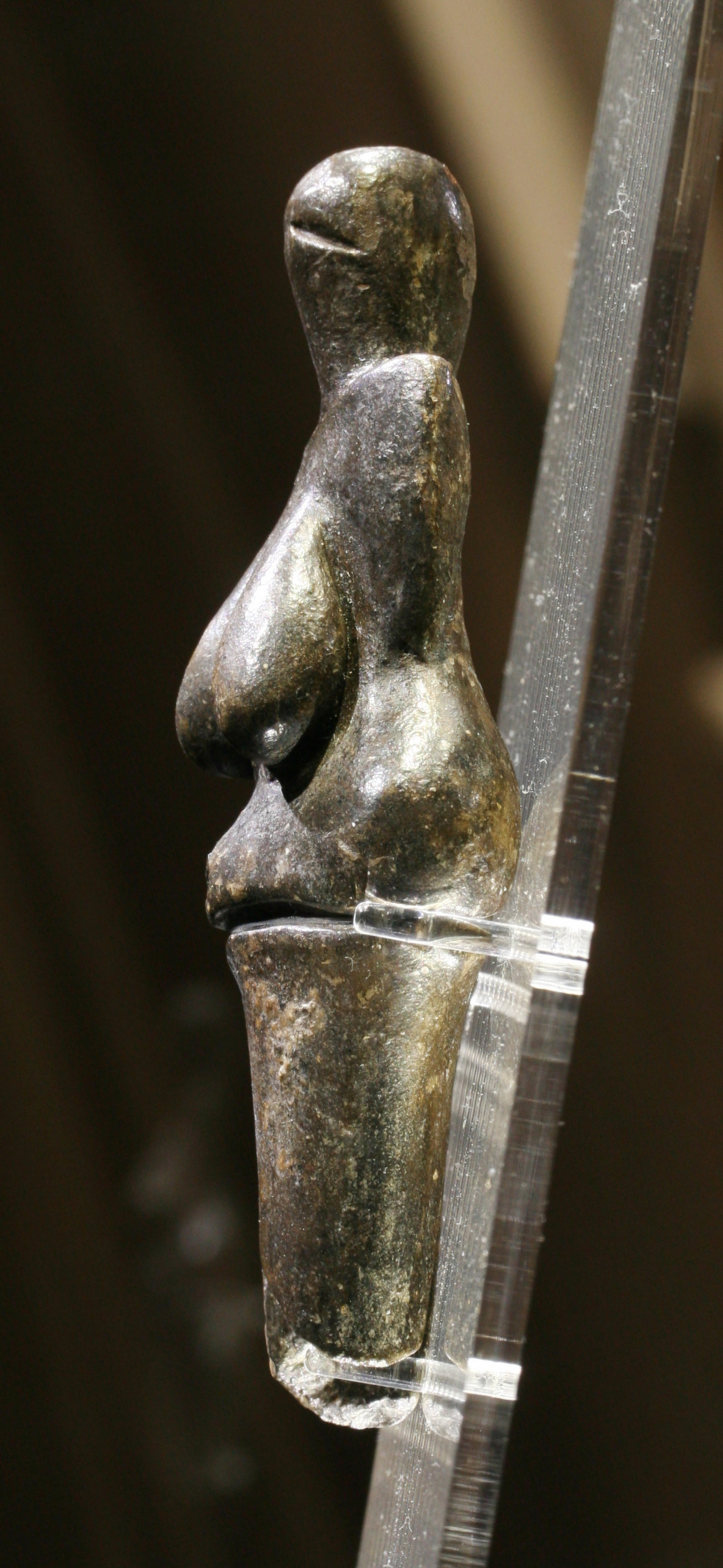
Die 11,1 cm hohe Venus von Věstonice

Mähren liegt am Ostrand des Magdalénien-Komplexes, seine Fundstellen ballen sich in den Höhlen des Mährischen Karstes. Dabei sind in Mähren 25 Fundstellen bekannt (Stand: 2016), allen voran die Pekárna-Höhle (Schichten G und H, 12.940 ± 250 BP und 12.670 ± 80 BP). Die Zahl der als Kunstwerke betrachteten Artefakte ist gering und beschränkt sich auf fünf Fundstätten. Schmuck aus Muscheln, durchbohrten Tierzähnen, Knochen, Stein und Lignit kommt in Mähren ebenso vor, wie in anderen Gebieten der Jäger- und Sammlerkulturen. Auf Knochen, Geweih, Schiefer und in Ausnahmefällen Mammutelfenbein fanden sich Gravierungen, meist handelt es sich um Darstellungen von Pferden, Wisenten, Bären, Rentieren und Saiga-Antilopen. Selten sind Darstellungen sehr häufiger Kleintier-Jagdbeute, aber auch Pflanzen- und Frauendarstellungen, letztere in sehr seltenen Fällen als Figurinen (Pekárna-Höhle), die dann eher geometrisch angelegt sind, ein Element, das auch bei Schiefergravierungen erscheint. Dabei bestehen Ähnlichkeiten mit den Frauendarstellungen des Fundplatzes Gönnersdorf (Typus Lalinde-Gönnersdorf), aber auch mit Funden aus dem Donauraum. Sie sind kopf- und fußlos, oft in Form von Anhängern gearbeitet.

#### Neolithikum
In Mähren traten etwa ab 5700 v. Chr. erstmals bäuerliche Kulturen auf, die der Linearbandkeramik zugeordnet werden (bis 4900 v. Chr.). Auf diese folgte die Stichbandkeramik (4900–4700 v. Chr.), dann die sogenannte Mährisch Bemaltkeramische Kultur (4700–4000 v. Chr.), eine Gruppe der übergreifenden Lengyel-Kultur. Im Jahr 2008 waren mehr als 300 neolithische Siedlungen in Mähren bekannt.
Dabei bietet das früheste Neolithikum die größte Funddichte mit recht großen Friedhöfen (Vedrovice - Široká u lesa und Za Dvorem oder Kralice na Hané–Kralický Háj), Begräbnisgruppen innerhalb von Siedlungen, aber auch isolierten Einzelgräbern (Brno–Starý Lískovec, Nový Lískovec, Bohunice), Begräbnisformen, die mit der bäuerlichen Kultur assoziiert sind. In Široká u lesa lag der Anteil der Frauen unter den 81 Toten bei 45 %, der der Männer bei 30 %. Bei Friedhöfen der Stichbandkeramik lag der Anteil von Männern und Frauen bei jeweils 25 %. Dabei waren linearbandkeramische Männer etwa 1,65 m groß, die Frauen 1,55 m. Die Stichbandkeramiker waren etwa zwei Zentimeter kleiner. Die Männer der Lengyel-Kultur waren im Schnitt 162,1 cm groß, die Frauen lagen bei 153,3 cm. Die meisten der neolithischen Individuen hatten ein Alter von 20 bis 35 Jahren erreicht; Anzeichen von längeren Phasen der Unterernährung ließen sich nachweisen. Auch ließen sich am Skelett Folgen schwerer oder einseitiger körperlicher Arbeit erkennen.

#### Metallzeitalter
Mähren entwickelte sich schon in der vorgeschichtlichen Zeit beiderseits der Bernsteinstraße. Um 60 v. Chr. zogen die keltischen Boier aus dem Gebiet ab und wurden durch germanische Markomannen und Quaden ersetzt, welche um 550 n. Chr. zusammen mit den Rugiern in das Alpenvorland weiterzogen. Im Frühjahr 6 n. Chr. marschierte der römische Kaiser Tiberius mit sechs bis sieben Legionen von Carnuntum an der Donau durch das Marchtal nach Mähren.
In einer Offensive eroberten die Römer 172 n. Chr. unter Kaiser Mark Aurel die Region Moravia (Mähren), womit die ebenfalls feindlich gesinnten Sarmaten von den Quaden abgeschnitten waren, und unterwarfen schließlich bis ins Jahr 174 auch die Markomannen und Quaden.

### Mittelalter und Frühe Neuzeit

#### Großmährisches Reich
Im 6. Jahrhundert besiedelten die slawischen Mährer die Region. Im 7. Jahrhundert gehörte Mähren zum Reich des Samo. Anfang des 8. Jahrhunderts stand der südliche Teil im Einflussbereich der Awaren. Nachdem Karl der Große die Awaren vertrieben hatte, entstand gegen Ende des 8. Jahrhunderts im heutigen südöstlichen Mähren, Teilen der südwestlichen Slowakei (Záhorie) und später auch in Teilen Niederösterreichs das Mährische Fürstentum. Aus ihm wurde im Jahre 833 durch die Eroberung des Fürstentums Nitra (die heutige Slowakei und Teile des nördlichen Ungarns) das Reich Großmähren, das später zeitweise auch verschiedene große Nachbargebiete (Teile Böhmens, Ungarns, des Weichsel-Gebiets u. a.) beherrschte. 863 berief der mährische Herrscher Rastislav die beiden byzantinischen Mönche Kyrill und Method, die das Christentum einführten.
Das Großmährische Reich unterlag um 907 im Kampf gegen die vordringenden Ungarn. Die heutige Slowakei wurde in das von der Dynastie der Arpaden beherrschte ungarische Fürstentum (später Königreich) eingegliedert und blieb bis 1918 unter dem Namen Oberungarn ein Land der Stephanskrone.

#### Unter böhmischer Macht
Das heutige Mähren war nach der verheerenden Niederlage gegen die Ungarn für kurze Zeit noch unabhängig und kam etwa 955 unter böhmische Oberhoheit. Nachdem es von 999 bis 1019 kurzzeitig von Polens Herrscher Boleslaw Chrobry regiert wurde, wurde Mähren 1031 endgültig böhmisch. Das Fürstentum und spätere Königreich Böhmen wurde von der Dynastie der Přemysliden regiert, und zwar bis zu ihrem Aussterben in männlicher Linie im Jahr 1305 (Ermordung des Königs Václav III.). Über längere Zeit bestanden in Mähren drei regionale Fürstentümer, deren Herrscher allesamt aus der Dynastie der Přemysliden stammten. Die Zentren dieser Fürstentümer waren Brünn (Brno), Olmütz (Olomouc) und Znaim (Znojmo).

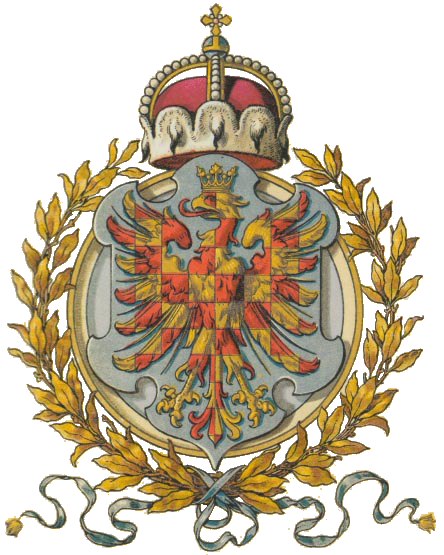
Wappen von Mähren nach der Wappenbesserung von 1462, die 1628 bestätigt wurde. Das gebesserte Wappen, von den mährischen Ständen im Biedermeier urgiert, hat sich in der Praxis nicht durchgesetzt; es war bis 1918 amtlich parallel zum rot-weiß geschachten Adler in Verwendung.

Seit dem Jahr 1031 verläuft die mährische Geschichte fast ununterbrochen parallel zur Geschichte Böhmens. 1182 wurde Mähren zur Markgrafschaft erhoben und damit reichsunmittelbar, jedoch 1197 wieder der böhmischen Lehnshoheit unterstellt. Nach dem Aussterben der Přemysliden wurde das Königreich bis 1437 vom Haus Luxemburg regiert. Die Dynastien der Přemysliden und der Luxemburger stellten auch die mährischen Markgrafen, so u. a. den späteren König Ottokar II. Přemysl, den späteren König und Kaiser Karl IV. und dessen Neffen, den größtenteils selbständig herrschenden Markgrafen Jobst von Mähren. Während der bewegten Hussitenzeit blieben die meisten mährischen Adligen dem katholischen Glauben und dem böhmischen sowie ungarischen König und späteren Kaiser Sigismund von Luxemburg treu.
Auch während der Herrschaft des minderjährigen böhmischen Königs Ladislaus Postumus (eines Habsburgers, 1440–1457) und der Regentschaft und nachfolgenden Regierungszeit des utraquistischen Königs Georg von Podiebrad (1420–1471) blieb Mähren eher auf der katholischen Seite.
Im Jahre 1469 rückte der ungarische König Matthias Corvinus mit seiner Streitmacht nach Mähren ein, um seinen Schwiegervater Georg von Podiebrad, dessen Tochter Katharina er 1461 geheiratet hatte, als böhmischen König zu stürzen. Auf Wunsch der Grünberger Allianz ließ er sich in Olmütz 1469 zum böhmischen Gegenkönig wählen. Papst Paul II. unterstützte seinen Kampf gegen die Türken und die böhmischen Häretiker. Der plötzliche Tod Podiebrads 1471 kam Matthias Corvinus bei der Durchsetzung seiner Ziele zu Hilfe. Matthias konnte aber das eigentliche Böhmen nie erobern, seine Herrschaft erstreckte sich nur über die böhmischen Nebenländer Mähren, Schlesien (mit Breslau), Ober- und Niederlausitz. Trotzdem nannte er sich seit 1469 böhmischer König und ließ sich 1471 krönen. Der Kampf um den böhmischen Thron wurde erst 1479 durch den Frieden von Olmütz beendet, in dem das Königreich Böhmen zeitweise unter Vladislav II. und Matthias Corvinus aufgeteilt wurde. In Böhmen selbst behauptete sich der von den dortigen Ständen erwählte Vladislav II. Jagellonský, der später auch die Nachfolge des Matthias Corvinus in Ungarn antreten sollte.
Es war noch der weitsichtige Georg von Podiebrad, der den Weg auf den böhmischen Thron für die beiden Jagiellonen, die Könige Vladislav II. und seinen Sohn Ludwig Jagellonský ebnete. Nach den langen Jahren der Herrschaft von Vladislav II. kam jedoch der plötzliche Tod (Ertrinken in einem Fluss) von Ludwig II. nach der Niederlage des ungarischen Heeres in der Schlacht bei Mohács (1526) gegen die Osmanen. Aufgrund der vorher geschlossenen Verträge trat nunmehr das Haus Habsburg die Herrschaft sowohl im Königreich Böhmen mit allen seinen Nebenländern als auch in Ungarn an. Das Königreich Böhmen und mit ihm die Markgrafschaft Mähren wurden von diesem Haus in der Folgezeit fast ununterbrochen bis 1918 regiert. Zunächst war noch Prag effektiver Regierungssitz, insbesondere in der Zeit des Königs und Kaisers Rudolf II., der selbst in Prag residierte. Nach 1621 wurden die böhmischen wie auch die mährischen Regierungsgeschäfte größtenteils nach Wien verlagert.

#### Täuferbewegung und Lutheraner, Katholische Reform, Judenpolitik

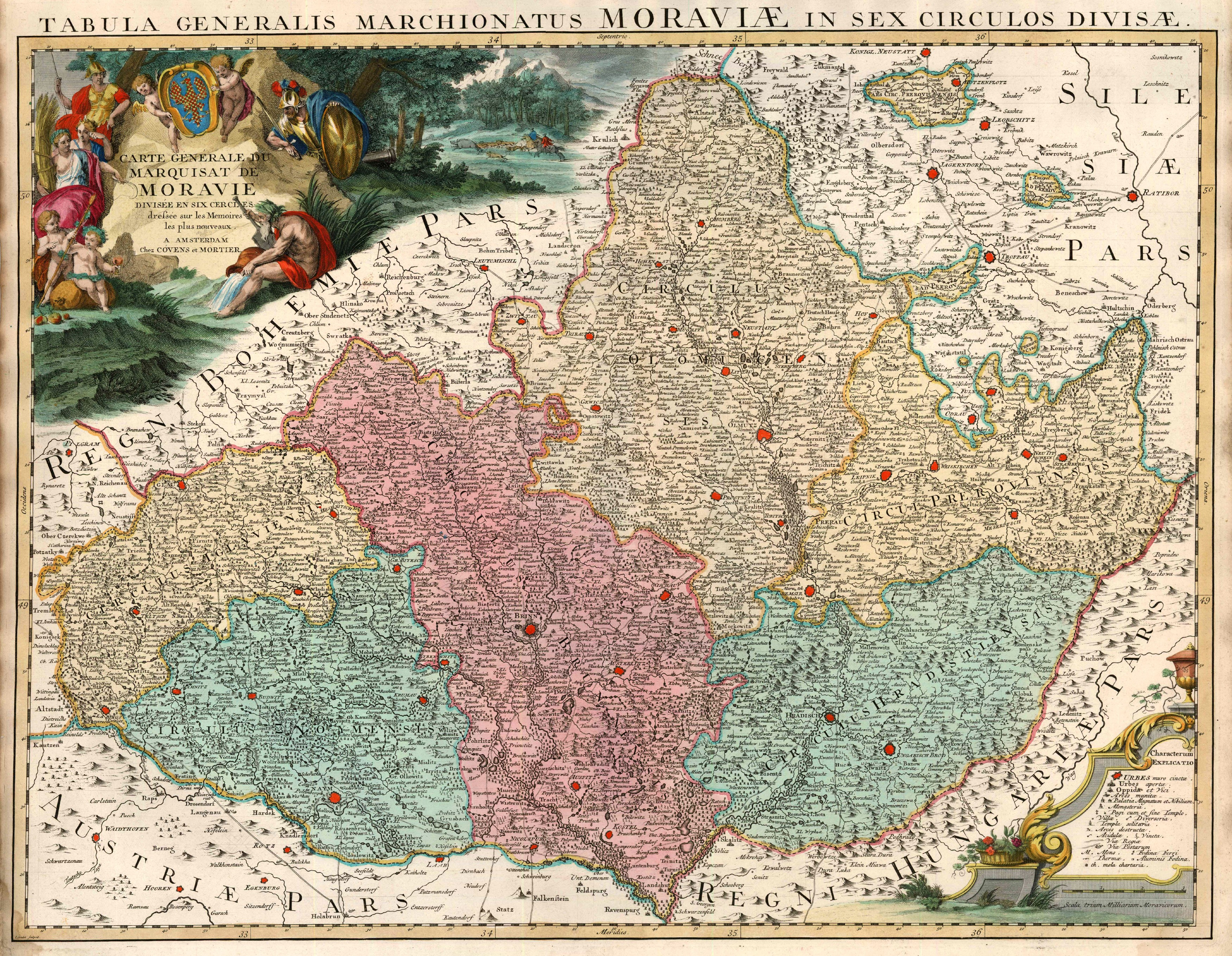
Karten Mährens von 1742

Bereits 1526 bildete sich im Raume Nikolsburg um Balthasar Hubmaier eine der ersten Gütergemeinschaften der radikal-reformatorischen Täuferbewegung. Die nach der Hinrichtung Hubmaiers 1528 drohende Auflösung der Wiedertäufergemeinde verhinderte der aus Tirol stammende Jakob Hutter. Nach ihm wurden die Wiedertäufer auch Hutterische Brüder genannt. Bis zu 60.000 Täufer lebten in Mähren, davon 12.000 in Nikolsburg. Kurz nach den Wiedertäufern und gefördert durch den ansässigen Adel hielt auch die reformatorische Lehre Martin Luthers Einzug in Südmähren. Die Kirche spaltete sich in Katholiken und die evangelisch-lutherische und anderen Kirchen.
Während der Katholischen Reform und der Rekatholisierung, die besonders die Jesuiten durchführten, konnten viele Kirchen wieder katholisch geweiht werden. Nach der Verfolgung der Täufer in Mähren 1535 bis 1767 durch Katholiken, Evangelische und Türken floh ein Rest nach Russland.
Kaiser Karl VI. legte 1726 für ganz Mähren die Höchstzahl jüdischer Familien mit 5106 fest. Jüdische Ehen wurden nur so gestattet, dass nur der älteste Sohn nach dem Tode des Vaters eine gültige Ehe eingehen durfte. Gleichzeitig wurde die jüdische von der christlichen Bevölkerung abgesondert und eigene Judenviertel wurden systematisch eingerichtet. An manchen Orten bewohnten ganze Gassen und Stadtteile nur noch Juden, ein Grundstein für die Judengemeinden.
Hauptstadt Mährens und Sitz der Markgrafen war seit der Herrschaft der Luxemburger bis 1641 das zentral gelegene Olmütz. Danach wurde das größere Brünn die Hauptstadt des Landes.

### 19. Jahrhundert

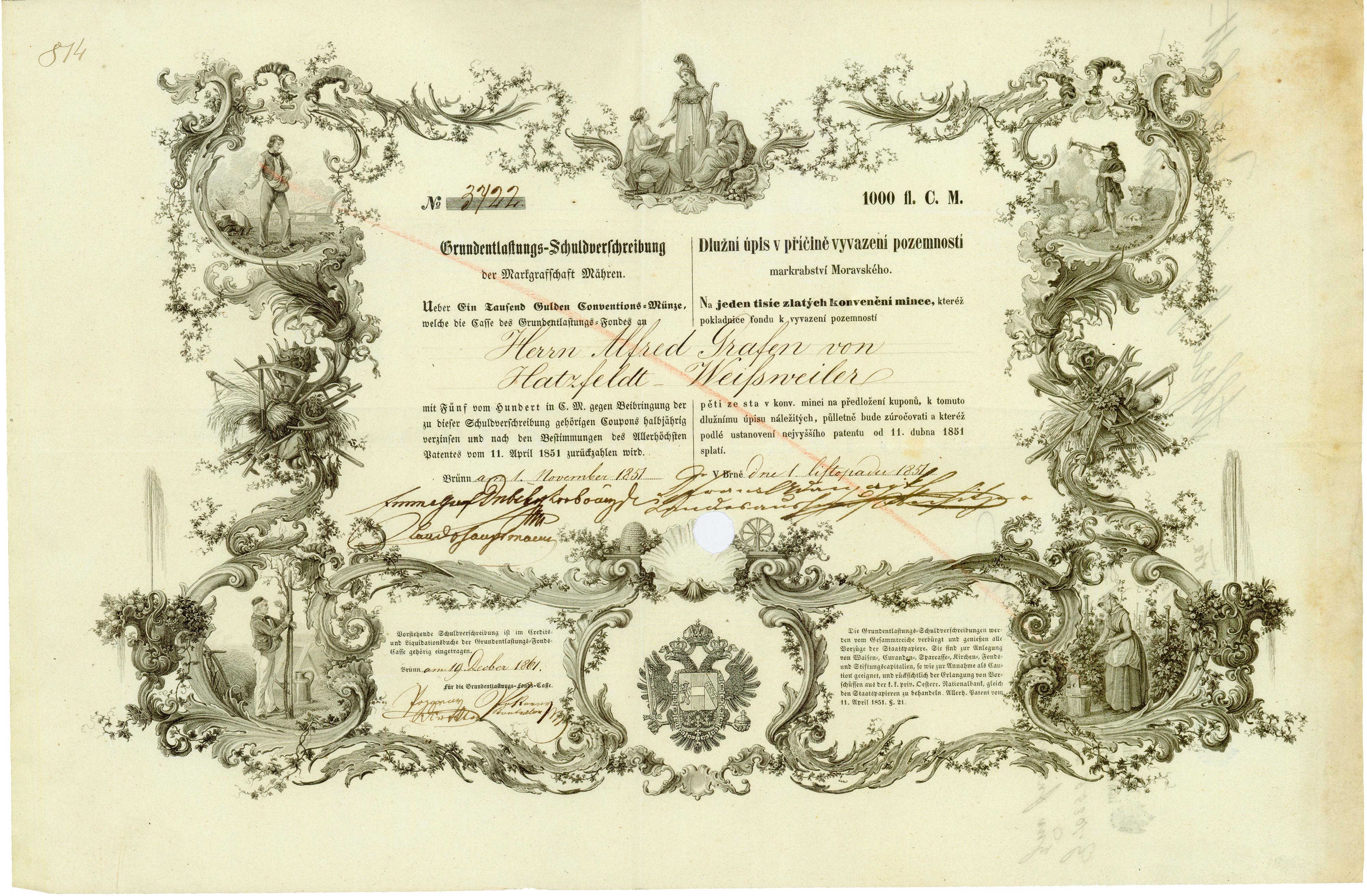
Grundentlastungs-Schuldverschreiben der Markgrafschaft Mähren vom 1. November 1851

Als Markgrafschaft Mähren bildete das Land im Kaisertum Österreich bzw. seit 1867 in der westlichen Reichshälfte Österreich-Ungarns ein eigenes Kronland. Nach dem Ausscheiden Ungarns aus dem Kaisertum und der Schaffung der Realunion Österreich-Ungarn 1867 wurden die verbliebenen Kronländer amtlich als Cisleithanien bzw. die im Reichsrat vertretenen Königreiche und Länder bezeichnet.

Böhmen und Mähren auf einer Landkarte von 1905

Mähren wählte Abgeordnete in den Wiener Reichsrat und besaß einen eigenen Landtag und eine Landesausschuss genannte Landesregierung. Im Jahre 1905 wurde ein Kompromiss zwischen den beiden stärksten Ethnien in Mähren geschlossen, der als der Mährische Ausgleich in die Geschichte eingegangen ist, wonach die Landtagsabgeordneten der Deutschen und der Tschechen in ethnisch getrennten Wahlkreisen gewählt wurden. Im Sinne eines angestrebten österreichisch-tschechischen Ausgleichs zielte dieser Kompromiss auf ein konfliktfreies Zusammenleben der beiden Völker in Mähren. Tomáš Garrigue Masaryk meinte:

„Meine Heimat war nie so glücklich wie als Bestandteil der österreichisch-ungarischen Monarchie.“

### Tschechoslowakei von 1918 bis 1992
Mit der Gründung der Tschechoslowakei am 28. Oktober 1918 wurde Mähren Teil des neuen Staates, der sich einerseits als Nachfolgestaat des Königreiches Böhmen mit seinen Nebenländern verstand, andererseits auch die Idee des Tschechoslowakismus in die Wiege gelegt bekommen hatte. In seinen Grenzgebieten gab es jedoch seitens der deutschsprachigen Bevölkerung zunächst Bestrebungen, diese Landstriche von der Tschechoslowakei abzutrennen und den benachbarten Staaten, d. h. dem Deutschen Reich und der Republik Österreich (Deutschösterreich) anzugliedern. Alle diese Gebiete, so auch die von Deutschmährern besiedelten südmährischen Gebiete, wurden jedoch schnell von tschechoslowakischen Truppen besetzt. Die Teilnahme an der Wahl der Konstituierenden Nationalversammlung Deutschösterreichs Anfang 1919 wurde in Südmähren von der Tschechoslowakischen Republik verhindert. Letztlich trog auch die Hoffnung, das von US-Präsident Woodrow Wilson beworbene Selbstbestimmungsrecht der Völker würde sich bei den 1919 geführten Friedensverhandlungen (siehe: Friedensvertrag von Saint-Germain) zu Gunsten der deutschen Südmährer durchsetzen. Den Bestrebungen, das Gebiet der Republik Österreich de facto um historische Gebiete Mährens zu vergrößern, standen die beiden europäischen Siegermächte Vereinigtes Königreich und insbesondere Frankreich ablehnend gegenüber.
Der westliche Teil der Tschechoslowakischen Republik bestand aus den mehrheitlich tschechisch besiedelten Ländern Böhmen und Mähren, deren Grenzgebiete jedoch einen hohen Anteil von Deutschböhmen und Deutschmährern aufwiesen (insbesondere in Nord- und Westböhmen gab es ein großes Gebiet, das fast ausschließlich von Deutschsprachigen bewohnt wurde), sowie dem mehrheitlich von deutschsprachiger Bevölkerung besiedelte Land Schlesien. Das Gebiet des letztgenannten, relativ kleinen Landes entsprach dem Großteil des ehemaligen Österreichisch-Schlesiens. Diese Region, in der auch viele ethnische Tschechen und Polen lebten, wurde 1928 mit Mähren zum Land Mähren-Schlesien vereinigt. Die deutschsprachige Bevölkerung Böhmens, Mährens und Schlesiens sowie der Slowakei erhielt, wie auch die meisten anderen nicht zum offiziell proklamierten tschechoslowakischen Volk gehörenden Einwohner, die tschechoslowakische Staatsangehörigkeit und alle staatsbürgerlichen Rechte. Die deutschsprachige Bevölkerung verblieb bis zu ihrer Vertreibung (sog. odsun) in den Jahren 1945 und 1946 weitgehend im Land. Über Benachteiligungen für diese Bevölkerungsgruppe aus nationalen und politischen Gründen in der Ersten Tschechoslowakischen Republik wird noch immer kontrovers geurteilt.

#### Zeit des Nationalsozialismus
In der Zeit des Nationalsozialismus gingen am 1. Oktober 1938 auf Grund des zu Lasten der Tschechoslowakei geschlossenen Münchner Abkommens überwiegend deutsch besiedelte Gebiete in Nord- und Südmähren an das Deutsche Reich über und wurden bis zum 10. Oktober militärisch besetzt. Diese Gebiete wurden damals (und werden in der Literatur außerhalb Tschechiens vielfach auch heute) zusammen mit den deutsch besiedelten Randgebieten Böhmens unter dem Begriff Sudetenland subsumiert. Die restlichen, ganz überwiegend von Tschechen besiedelten Gebiete Böhmens und Mährens wurden am 15. März 1939 von der deutschen Wehrmacht besetzt und vom nationalsozialistischen Deutschland zum Protektorat Böhmen und Mähren erklärt.
Am 14. April 1939 wurde das nordmährische Annexionsgebiet dem neu gebildeten Reichsgau Sudetenland zugeteilt. Das südmährische Gebiet wurde dem Reichsgau Niederdonau, dem vormaligen Niederösterreich, zugeschlagen. Im Nordosten des tschechoslowakischen Landes Mähren-Schlesien wurde 1938 ein kleiner, historisch zu Österreichisch-Schlesien gehörender Gebietsteil (Olsagebiet) Polen angeschlossen, nach dessen Besetzung im Herbst 1939 dann dem deutschen Oberschlesien.
Die Sudetendeutschen bzw. Deutschmährer waren seit 1938 bzw. 1939 Staatsbürger Deutschlands durch Sammeleinbürgerung und hatten in der Wehrmacht zu dienen; 1945 galt unter anderem dies als Argument für ihre Vertreibung.
Die mährischen Ressourcen und Industriebetriebe wurden für die deutsche Kriegswirtschaft genutzt. Die tschechische Bevölkerung sollte nach dem Krieg zum Teil germanisiert, zum Teil ausgesiedelt werden. Die tschechische Protektoratsregierung in Prag war vom „Reichsprotektor“, wie der oberste deutsche Funktionär im Gebiet genannt wurde, völlig abhängig. Bereits vor dem Attentat auf den stellvertretenden Reichsprotektor Reinhard Heydrich wurde gegen die tschechische Bevölkerung des Protektorats mit sehr repressiven Maßnahmen vorgegangen. Nach diesem gelungenen Attentat wurden im ganzen Protektorat mehrere Hundert Personen, die mit dem Attentat selbst in keiner Verbindung standen, widerrechtlich zum Tode verurteilt und hingerichtet.
Die tschechischen Universitäten und Hochschulen im gesamten Protektorat Böhmen und Mähren wurden bereits im Jahr 1939 von der Besatzungsmacht geschlossen, ein Teil der Professoren und Studenten inhaftiert, verfolgt oder zur Zwangsarbeit rekrutiert. Die tschechischen Gymnasien und sonstigen Bildungseinrichtungen unterhalb des Hochschulniveaus durften bis 1945 bestehen bleiben. Hingegen funktionierte z. B. die Deutsche Technische Hochschule Brünn während der gesamten Protektoratszeit bis 1945.

#### Nach 1945
Nach dem Ende des Zweiten Weltkrieges am 8. Mai 1945 kamen die durch das Münchener Abkommen von 1938 an das Deutsche Reich (bzw. 1938 an Polen und dann 1939 an das Deutsche Reich) gelangten Territorien wieder zur Tschechoslowakei zurück.
In den Jahren 1945 und 1946 entlud sich die während der Protektoratszeit ständig gewachsene Spannung zwischen den tschechischen und deutschen Bevölkerungsteilen. Bis auf eine relativ kleine Anzahl von Personen, etwa aus ethnisch gemischten Ehen oder wichtigen Berufen, wurden die deutschmährischen Bürger, beginnend bereits Mitte Mai 1945, sowohl spontan als auch vorsätzlich wild über die Grenze nach Österreich und Deutschland vertrieben.
Die noch heute in Mähren lebenden Angehörigen der deutschen Minderheit in Tschechien, für die oft der Überbegriff Sudetendeutsche verwendet wird, identifizieren sich selbst häufig nicht mit dieser Bezeichnung.
Die nach 1945 ausschließlich vom tschechischen Klerus geführte römisch-katholische Kirche wurde während der kommunistischen Ära in allen Landesteilen der Tschechoslowakei weitgehend enteignet.
Seit dem 1. Januar 1993 ist Mähren integraler Bestandteil der Tschechischen Republik, eines der zwei Nachfolgestaaten der Tschechoslowakischen Föderativen Republik, die zum Jahresende 1992 einvernehmlich und völkerrechtsverbindlich aufgelöst wurde.

## Verwaltungsgliederung

### Alte mährische Kreise
Karl IV., böhmischer König, gleichzeitig Markgraf von Mähren und Kaiser des Heiligen Römischen Reiches, begann in der Mitte des 14. Jahrhunderts, sein böhmisches Königreich in große Verwaltungseinheiten einzuteilen. Eine solche Verwaltungseinheit hieß in den Urkunden auf Deutsch Kreis, auf Tschechisch kraj und auf Lateinisch circulus. In Mähren bestanden seitdem zwischen zwei und sechs solcher Kreise.
Die Anzahl der Kreise und somit auch deren Größe änderten sich mehrmals. Diese Kreiseinteilung galt bis 1862, spielte aber schon kurz nach der Revolution von 1848 praktisch keine Rolle mehr für die Verwaltung.

### Politische Bezirke und Gerichtsbezirke ab 1850

Einteilung in politische Bezirke 1893

Ab 1850 wurden in allen Gebieten der Monarchie außer Ungarn die alten großen Kreise durch politische Bezirke (der Exekutive) ersetzt, von denen jeder aus einem oder mehreren Gerichtsbezirken (der Judikative) bestand. In den österreichischen Bundesländern besteht diese Einteilung bis heute. Normalerweise war ein politischer Bezirk (tschechisch: politický okres) kleiner als ein ehemaliger alter Kreis, und ein Gerichtsbezirk (tschechisch: soudní okres) ist kleiner als ein Politischer Bezirk. Mähren hatte 32 politische Bezirke.
Die nachfolgende Bezirkeinteilung galt, abgesehen von kleineren Änderungen und der Neuschaffung dreier Bezirke (Bärn, Mährisch Ostrau und Wesetin), auch in der Ersten Tschechoslowakischen Republik weiter:
| Deutsche Bezeichnung   | Tschechische Bezeichnung | Verwaltungseinheit | Gerichtsbezirk(e)                                   | Zeitraum  |
| ---------------------- | ------------------------ | ------------------ | --------------------------------------------------- | --------- |
| Auspitz                | Hustopeče                | Politischer Bezirk | Auspitz, Klobouk, Seelowitz                         | 1862–1938 |
| Boskowitz              | Boskovice                | Politischer Bezirk | Blanz, Boskowitz, Kunstadt                          | 1862–1938 |
| Brünn                  | Brno                     | Politischer Bezirk | Brünn, Eibenschütz                                  | 1862–1938 |
| Datschitz              | Dačice                   | Politischer Bezirk | Datschitz, Teltsch                                  | 1862–1938 |
| Gaya                   | Kyjov                    | Politischer Bezirk | Gaya, Steinitz                                      | 1862–1938 |
| Göding                 | Hodonín                  | Politischer Bezirk | Göding, Lundenburg, Straßnitz                       | 1862–1938 |
| Groß Meseritsch        | Velké Meziříčí           | Politischer Bezirk | Groß Bittesch, Groß Meseritsch                      | 1862–1938 |
| Hohenstadt             | Zábřeh                   | Politischer Bezirk | Hohenstadt, Müglitz, Schildberg                     | 1862–1938 |
| Holleschau             | Holešov                  | Politischer Bezirk | Bystritz a. H., Holleschau, Wisowitz                | 1862–1938 |
| Iglau                  | Jihlava                  | Politischer Bezirk | Iglau                                               | 1862–1938 |
| Kremsier               | Kroměříž                 | Politischer Bezirk | Kremsier, Zdounek                                   | 1862–1938 |
| Littau                 | Litovel                  | Politischer Bezirk | Konitz, Littau                                      | 1862–1938 |
| Mährisch Budwitz       | Moravské Budějovice      | Politischer Bezirk | Jamnitz, Mährisch Budwitz                           | 1896–1938 |
| Mährisch Kromau        | Moravský Krumlov         | Politischer Bezirk | Hrottowitz, Mährisch Kromau                         | 1862–1938 |
| Mährisch Schönberg     | Šumperk                  | Politischer Bezirk | Mährisch Altstadt, Mährisch Schönberg, Wiesenberg   | 1862–1938 |
| Mährisch Trübau        | Moravská Třebová         | Politischer Bezirk | Gewitsch, Mährisch Trübau, Zwittau                  | 1862–1938 |
| Mährisch Weißkirchen   | Hranice na Moravě        | Politischer Bezirk | Leipnik, Mährisch Weißkirchen                       | 1862–1938 |
| Mistek                 | Místek                   | Politischer Bezirk | Frankstadt, Mistek                                  | 1862–1938 |
| Neustadtl in Mähren    | Nové Město na Moravě     | Politischer Bezirk | Bistritz ob Pernstein, Neustadtl in Mähren, Saar    | 1862–1938 |
| Neutitschein           | Nový Jičín               | Politischer Bezirk | Freiberg, Fulnek, Neutitschein                      | 1862–1938 |
| Nikolsburg             | Mikulov na Morave        | Politischer Bezirk | Nikolsburg, Pohrlitz                                | 1862–1938 |
| Olmütz                 | Olomouc                  | Politischer Bezirk | Olmütz                                              | 1862–1938 |
| Prerau                 | Přerov                   | Politischer Bezirk | Kojetein, Prerau                                    | 1862–1938 |
| Prossnitz              | Prostějov                | Politischer Bezirk | Plumenau, Prossnitz                                 | 1862–1938 |
| Römerstadt             | Rýmařov                  | Politischer Bezirk | Römerstadt                                          | 1862–1938 |
| Sternberg              | Šternberk                | Politischer Bezirk | Mährisch Neustadt, Sternberg                        | 1862–1938 |
| Tischnowitz            | Tišnov                   | Politischer Bezirk | Tischnowitz                                         | 1862–1938 |
| Trebitsch              | Třebíč                   | Politischer Bezirk | Namiest an der Oslawa, Trebitsch                    | 1862–1938 |
| Ungarisch Brod         | Uherský Brod             | Politischer Bezirk | Bojkowitz, Ungarisch Brod, Wall. Klobouk            | 1862–1938 |
| Ungarisch Hradisch     | Uherské Hradiště         | Politischer Bezirk | Napajedl, Ungarisch Hradisch, Ungarisch Ostra       | 1862–1938 |
| Wallachisch Meseritsch | Valašské Meziříčí        | Politischer Bezirk | Rosenau unter dem Radhoscht, Wallachisch Meseritsch | 1862–1938 |
| Wischau                | Vyškov                   | Politischer Bezirk | Austerlitz, Butschowitz, Wischau                    | 1862–1938 |
| Znaim                  | Znojmo vankov            | Politischer Bezirk | Frain, Joslowitz, Znaim                             | 1862–1938 |
| Brünn                  | Brno-město               | Statutarstadt      | Brünn                                               | 1862–1938 |
| Iglau                  | Jihlava                  | Statutarstadt      | Iglau                                               | 1862–1938 |
| Kremsier               | Kroměříž                 | Statutarstadt      | Kremsier                                            | 1862–1938 |
| Olmütz                 | Olomouc                  | Statutarstadt      | Olmütz                                              | 1862–1938 |
| Ungarisch Hradisch     | Uherské Hradiště         | Statutarstadt      | Ungarisch Hradisch                                  | 1862–1938 |
| Znaim                  | Znojmo                   | Statutarstadt      | Znaim                                               | 1862–1938 |
| Bärn                   | Moravský Beroun          | Politischer Bezirk | Hof, Stadt Liebau                                   | 1920–1938 |
| Mährisch Ostrau        | Ostrava                  | Politischer Bezirk | Mährisch Ostrau                                     | 1920–1938 |
| Wesetin                | Vsetín                   | Politischer Bezirk | Wesetin                                             | 1920–1938 |

Einteilung in Bezirke und Gerichtsbezirke Mährens und Schlesiens 1938

Für die gleichzeitige Entwicklung in Böhmen und der Slowakei, siehe Okres.

### Kreise und Bezirke nach 1938
Aufgrund des Münchner Abkommens vom 29. September 1938 wurde der vorwiegend deutschsprachige Teil Nordmährens dem Reichsgau Sudetenland des Deutschen Reichs zugeschlagen, südmährische Gebiete mit deutscher Bevölkerungsmehrheit wurden dem Reichsgau Niederdonau angegliedert. Das annektierte Gebiet wurde in Stadt- und Landkreise eingeteilt; übergeordnet waren Regierungsbezirke.
Im gesamten Reichsgau Sudetenland gab es fünf Stadtkreise und 52 Landkreise.
Der restliche Teil Mährens blieb weiterhin in politische Bezirke und Gerichtsbezirke eingeteilt. Dies änderte sich auch nach der  Zerschlagung der Tschechoslowakei und der Errichtung des Protektorat Böhmen und Mähren am 15. März 1939 so, wobei allerdings über je einer Gruppe von politischen Bezirken noch ein Oberlandratsbezirk eingeführt wurde. Im Protektorat gab es 67 böhmische und 30 mährische politische Bezirke.
Diese Verwaltungsgliederung galt bis zum Ende des Zweiten Weltkrieges.

### Heutiger Stand

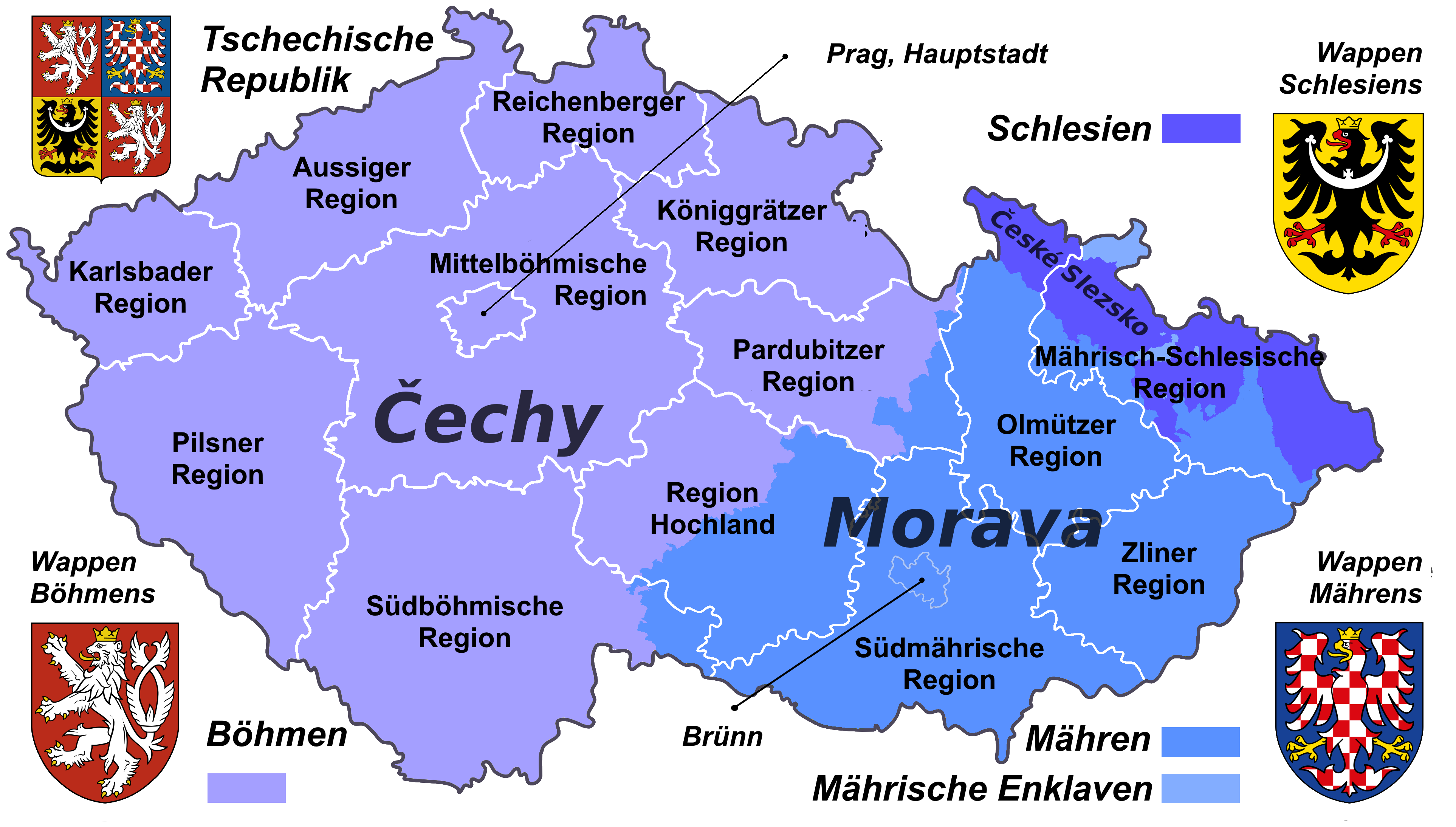
Historische böhmische Länder im Vergleich zu den heutigen Verwaltungsregionen

Die Gebiete der heutigen tschechischen Okresy (diese wurden jedoch formell aufgelöst und spielen nurmehr in der NUTS-Gliederung eine Rolle) bzw. Kraje spiegeln nur teilweise die Gebiete der historischen Länder wider. Einige Bezirke umfassen aus historischer Sicht sowohl mährische als auch schlesische Gebiete oder vielfach mährische und böhmische Gebiete. Das historische Mähren ist heute auf folgende Bezirke verteilt (vom Westen nach Osten und vom Norden nach Süden): Ostteil des Bezirkes Pardubice, Südostteil des Südböhmischen Bezirkes, die Osthälfte des Bezirkes Vysočina, der gesamte Südmährische Bezirk, Mehrheit des Olmützer Bezirkes, Teile des Mährisch-Schlesischen Bezirkes sowie der gesamte Bezirk Zlín.

## Wirtschaft
Im Süden bei Hodonín und Břeclav hat Mähren Anteil am Wiener Becken, in dessen tieferen Sedimenten nach Erdöl, Erdgas und Lignit gebohrt wird. Es gab dem Moravikum seinen geologischen Namen. Bei Ostrava (Nordosten) wurde bis etwa 1995 intensiv Steinkohle abgebaut.
Als wichtige Industriezweige sind in Mähren Eisen- und Stahlindustrie, Maschinenbau, Chemische Industrie wie auch die Herstellung von Bekleidung, Leder und Baustoffen hervorzuheben. Wichtige Wirtschaftszentren sind Brünn (früher mährisches Manchester genannt), Olmütz, Ostrava und Zlín. Die moderne Stadt Zlín wurde in der ersten Hälfte des 20. Jahrhunderts von den Tomáš-Baťa-Werken geprägt. Das nordmährischen Schwerindustrie- und Bergbaugebiet gehörte bereits zu der Zeit der österreichisch-ungarischen Monarchie zu den wichtigsten Industrieregionen Europas. In einer der modernsten Autofabriken weltweit, gelegen in der Industriezone Nošovice (Kreis Frýdek-Místek), werden seit September 2009 Personenwagen des koreanischen Konzerns Hyundai Motor Company überwiegend für den Export auf westeuropäische Märkte hergestellt.
Die Wirtschaft Tschechiens und somit auch Mährens ist seit den umfangreichen Privatisierungen und Restitutionen der frühen 1990er Jahre fast ausschließlich privatwirtschaftlich organisiert. Sie ist vor allem auf die Märkte in der Europäischen Union ausgerichtet, davon zum erheblichen Teil auf die Märkte Deutschlands und Österreichs. Dies ist auch dadurch bedingt, dass zahlreiche Betriebe sich im Besitz von Unternehmen aus EU-Ländern befinden.
Neben der intensiven, zu Teil großflächigen Landwirtschaft (Getreide, Raps, Zuckerrüben usw.) im Gebiet der Hanna (Mähren), in der Mährischen Slowakei und in anderen Gebieten ist Mähren für seinen Weinbau und den Obst- und Gemüsebau bekannt. Das südmährische Weinanbaugebiet bringt rund 90 % des in Tschechien produzierten Weines hervor. In den letzten 23 Jahren, d. h. seit der Privatisierung der gesamten Wirtschaft, wurden im Weinanbau große Fortschritte im Hinblick auf die Qualität der hauptsächlich erzeugten Weiß- wie auch der Rotweine erreicht.